# Ţāherī Maḩalleh
Ţāherī Maḩalleh (persiska: تاری مَحَلِّه, Tārī Maḩalleh, طاهری محله) är en ort i Iran.   Den ligger i provinsen Mazandaran, i den norra delen av landet, 130 km nordost om huvudstaden Teheran. Ţāherī Maḩalleh ligger 16 meter över havet och antalet invånare är 386.
Terrängen runt Ţāherī Maḩalleh är platt. Runt Ţāherī Maḩalleh är det tätbefolkat, med 286 invånare per kvadratkilometer. Närmaste större samhälle är Āmol, 14,4 km väster om Ţāherī Maḩalleh. Trakten runt Ţāherī Maḩalleh består till största delen av jordbruksmark.